# Edifici al raval del Convent, 25 (Guissona)
Edifici al raval del Convent, 25 és una obra de Guissona (Segarra) protegida com a Bé Cultural d'Interès Local.

## Descripció
Edifici de pedra arrebossat de tres plantes més golfes. A la planta baixa hi ha una gran porta d'accés a l'edifici, emmarcada amb motllures de pedra decorades amb motius geomètrics i una reixa de producció fins a mitja alçada. També hi ha una finestra de proporcions rectangulars amb la seva reixa de forja molt treballada. La primera planta té dues obertures balconeres amb els respectius balcons de forja, mentre que la segona té tres balconeres de dimensions més estretes. Les golfes, presenten dues petites obertures rectangulars. L'edifici està delimitat per una petita cornisa i un sòcol de pedra.
(Text procedent del POUM)